# Pongrácz Antónia
Pongrácz Antónia (Bukarest, 1935. június 1. – Kolozsvár, 1995. augusztus 25.) erdélyi magyar iparművész, grafikus.

## Életútja
1953-ban a kolozsvári Állami Leánygimnáziumban, a volt Református Leánygimnáziumban (jelenleg Apáczai Csere János Elméleti Líceum) érettségizett, majd 1957–58-ban Kádár Tibor irányításával a Ion Andreescu Képzőművészeti Főiskolán tanult. Kezdetben grafikai alkotásokkal jelentkezett, melyekből a napilapok és irodalmi folyóiratok (Utunk, Új Élet, A Hét) gyakran közöltek. Fuhrmann Károly biztatására fordult egyre elmélyültebben a fém- és ötvösművesség felé. Mélydomborításos munkáira, olvasztott üveggel és zománccal díszített alkotásaira erősen hatott a népművészet és a naiv művészet. 1969-től több erdélyi városban volt egyéni kiállítása, 1990-ben a szombathelyi nemzetközi iparművészeti tárlaton vett részt.